# Iveco T-серії
Iveco Т-серії — сімейство важких вантажівок моделі виробництва італійського виробника Iveco.

## Історія

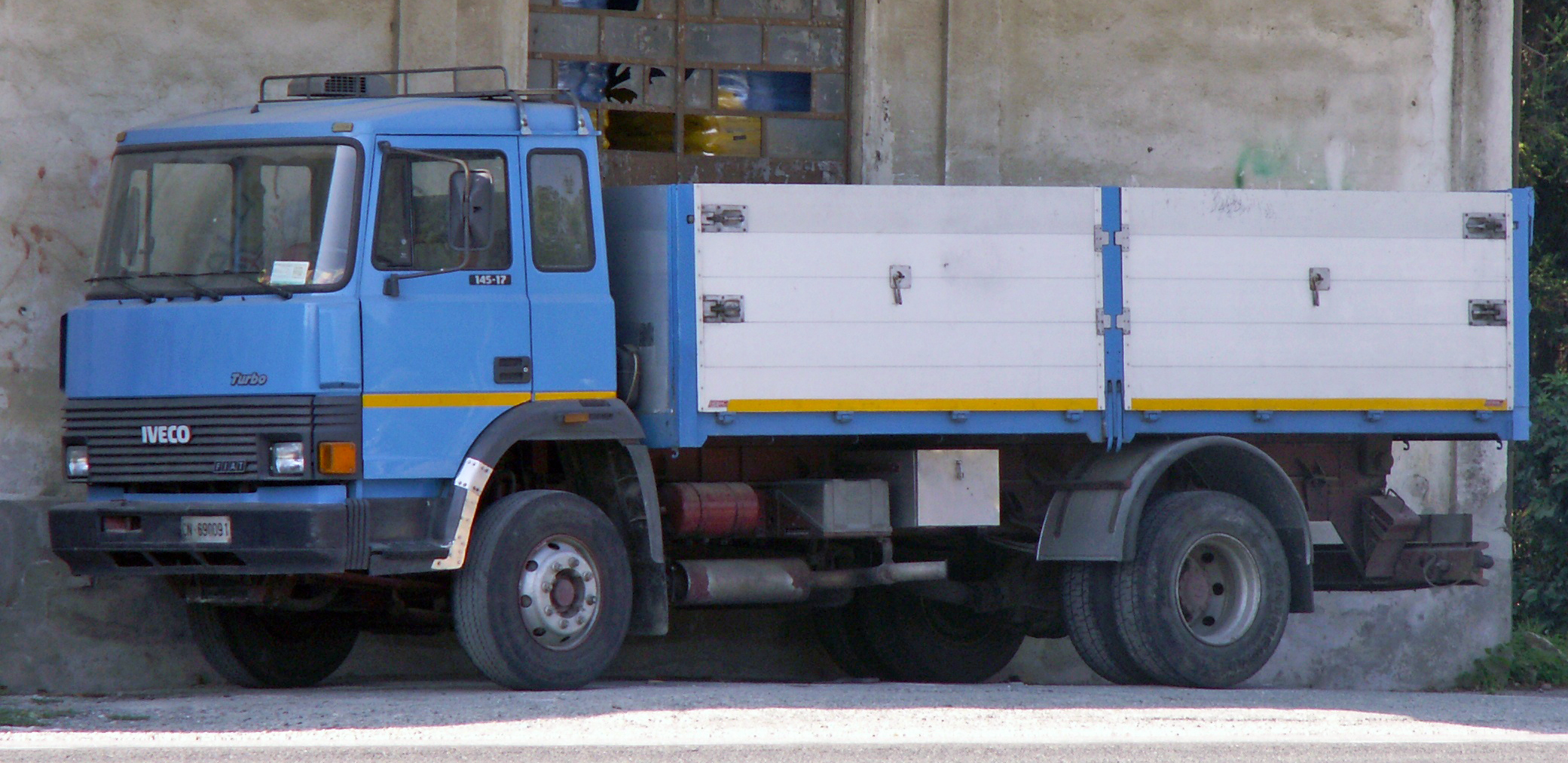
Iveco M 145.17 Turbo

Дебют важкого сімейства автомобілів Івеко відбулося в 1975 році, коли компанія Фіат почавла виготовляти автомобілі Iveco Fiat 170/190, створені на основі вантажівки Fiat 619N.
В 1981 році Iveco 190 Turbo замінила моделі Iveco Fiat 170/190.
Сімейство автомобілів Iveco 190 Turbo включало 22 варіанта 2-х вісних бортових вантажівок і сідлових тягачів (моделі від «190.26Р» до «190.38РТ») з кабінами різної місткості і декількома розмірами колісної бази (3485-5005 мм), призначених для роботи в складі автопоїздів масою до 40 тонн.
Крім Iveco 190 Turbo в сімейство Iveco T-серії, ще входили моделі Iveco 180 Turbo та трьохосні Iveco 220 Turbo і Iveco 240 Turbo.
В 1982 році на основі моделі Fiat 110NC почалося виробництво середньотонажних автомобілів Iveco M-серії. В гаму входили моделі «115», «135», «145», «165» і «175» повною масою 12,0-17,5 т., Оснащених двигунами Fiat з турбонаддувом об'ємом від 5.5 до 9.6 л потужністю від 139 до 240 к.с.
Зовні вантажівки Iveco T- та M-серії дуже подібні на автомобілі Iveco P-серії, які мають таку ж кабіну.

## Двигуни

### Iveco T-серії
Двигуни з повітряним охолодженням
- KHD F8L 413 F, V8, 12.763 см³: 256 к.с.
- KHD BF8L 413 F, V8, 12.763 см³: 280–288 к.с.
- KHD F10L 413 F, V10, 15.945 см³: 320 к.с.

Двигуни з водяним охолодженням
- Iveco 8460.21, І6, 9.500 см³: 260 к.с.
- Iveco 8210.22, І6, 13.798 см³: 304 к.с.
- Iveco 8460.41, І6, 9.500 см³: 318 к.с.
- Iveco 8210.42, І6, 13.798 см³: 360 к.с.
- Iveco 8280.22 R, V8, 17.174 см³: 380 к.с.

### Iveco M-серії
Двигуни з водяним охолодженням і турбокомпресорами відпрацьованих газів
- Iveco 8060.24, І6, 5.500 см³: 168 к.с., до 1986
- Iveco 8060.25, І6, 5.861 см³: 176 к.с., з 1986
- Iveco 8220.22, І6, 9.572 см³: 240 к.с., до 1986
- Iveco 8460.21, І6, 9.570 см³: 240 к.с., з 1986